# Esino (chimica)
Con il termine esino si fa riferimento ad una tipologia di alchini di formula bruta C6H10 costituiti da sei atomi di carbonio e da un triplo legame. Il nome IUPAC è composto dal prefisso es_ che indica la presenza di sei atomi di carbonio e dal suffisso _ino che indica la presenza di un triplo legame.
A seconda della posizione del triplo legame si possono avere i seguenti isomeri lineari (i primi tre) e ramificati:
- 1-esino: CH≡C-CH2-CH2-CH2-CH3
- 2-esino: CH3-C≡C-CH2-CH2-CH3
- 3-esino: CH3-CH2-C≡C-CH2-CH3
- 3-metil-1-pentino
- 4-metil-1-pentino
- 4-metil-2-pentino
- 3,3-dimetil-1-butino